# Boschi San Marco
Boschi San Marco è una frazione di circa 600 abitanti del comune di Boschi Sant'Anna, in provincia di Verona. Dista circa 1,5 km dal capoluogo sulla strada che conduce a Marega di Bevilacqua e si sviluppa nella parte centrale del territorio comunale.
L'etimologia del toponimo è simile a quella del capoluogo comunale, ovvero deriva da un nome lasciato dai veneziani che si recavano nel bosco che sorgeva nel territorio per rifornirsi di tronchi da inviare in città per la costruzione di edifici. I veneziani intitolarono questo centro, vicino al bosco, al loro Santo patrono, San Marco Evangelista.
Sul territorio sono presenti numerose ville ed altri edifici storici, tra cui numerose case a corte, possedimenti delle famiglie che hanno governato in questi luoghi.
L'attività economica trainante della frazione rimane l'agricoltura. Nella zona si coltivano maggiormente mais, frumento e sorgendo nella terra dei frutteti, mele e pere. Nelle vicinanze sorgono anche due piccole zone industriali dove si sono insediate piccole aziende quasi tutte legate all'artigianato.